# Heterolamium
Heterolamium, manji biljni rod od dvije vrste trajnica iz porodice usnača.
Heterolamium je opisan kao monotipični rod 1965. godine, a jedina vrsta H. debile (Hemsl.) C.Y.Wu, kineski je endem iz provincija Hubei, Hunan, Shaanxi, Sichuan i Yunnan. Ova vrsta odlikuje se uspravnim ili pouuspravnim astabljikama, vitke, nerazgranate, 15-40 cm, prugaste, gusto puberulentne, gole. Listovi su srcoliki do okruglasto srcoliki, ponekad jajoliki, na dugim peteljkama. Verticiliaster je 2– 6–cvjetni, metlice završne. Vjenčić bijel; plod orašast. 
Druga vrsta Heterolamium flaviflorum uključena je u rod 2007. godin e a njezin monotipični rod Changruicaoia, vodi se kao sinonim za Heterolamium.

## Vrste
1. Heterolamium debile (Hemsl.) C.Y.Wu;
2. Heterolamium flaviflorum (Z.Y.Zhu) L.Wei;